# (3123) Dunham
(3123) Dunham (1981 QF2) ist ein ungefähr zwölf Kilometer großer Asteroid des mittleren Hauptgürtels, der am 30. August 1981 vom US-amerikanischen Astronomen Edward L. G. Bowell am Lowell-Observatorium, Anderson Mesa Station (Anderson Mesa) in der Nähe von Flagstaff, Arizona (IAU-Code 688) entdeckt wurde.

## Benennung
(3123) Dunham wurde nach dem US-amerikanischen Astronomen David W. Dunham benannt, der Organisator der International Occultation Timing Association ist. Dunham spielte eine wichtige Rolle bei der Erfassung und Analyse von Okkultationsbeobachtungen, insbesondere bei Beobachtungen mit Asteroiden und Okkultationen durch den Mond. Die Benennung wurde nach einer Empfehlung von Edwin Goffin und P. L. Dombrowski vorgeschlagen.